# Zairebiantes microphthalmus
Zairebiantes microphthalmus is een hooiwagen uit de familie Biantidae.